# Jesus Christ Superstar
Jesus Christ Superstar (Jesucristo Superstar en España o Jesucristo Superestrella en algunos países de América Latina) es una ópera rock con música de Andrew Lloyd Webber y letras de Tim Rice, que primero surgió como álbum conceptual en 1970 y un año después dio el salto a los escenarios de Broadway. Adaptado libremente de los Evangelios, el argumento se centra en los últimos siete días de la vida de Jesús de Nazaret, comenzando con los preparativos de su llegada a Jerusalén y finalizando con la crucifixión. La resurrección no está incluida de manera intencionada para evitar cualquier referencia a la divinidad del protagonista.
El espectáculo se adentra en la psicología de Jesús desde el punto de vista de su discípulo Judas Iscariote, quien es retratado como una figura trágica descontenta con la dirección que ha tomado la doctrina de su maestro, y plantea un enfrentamiento político y personal entre los dos que no está reflejado en la Biblia. Durante el desarrollo de la trama se presentan numerosos anacronismos intencionados, como actitudes y sensibilidades contemporáneas, argot en las letras de las canciones o alusiones irónicas a la vida moderna.
Desde su debut en Estados Unidos, Jesus Christ Superstar ha podido verse en más de cuarenta países a lo largo de todo el mundo, convirtiéndose en un fenómeno cultural sin precedentes.

## Álbum conceptual y primeros conciertos
Antes de su estreno en Broadway y el West End, Jesus Christ Superstar fue grabado en forma de álbum conceptual con Ian Gillan (vocalista de Deep Purple) como Jesús, Murray Head como Judas e Yvonne Elliman como María Magdalena. En el disco también tomaron parte Mike d'Abo (líder de Manfred Mann) como Herodes y el cantante de glam rock Gary Glitter (acreditado como Paul Raven) en el papel de uno de los sacerdotes, además de una orquesta sinfónica de 56 piezas y 6 músicos rock. La grabación salió a la venta en 1970 y consiguió llegar al primer puesto del Billboard en dos ocasiones. Las canciones «Superstar» (interpretada por Murray Head y The Trinidad Singers) y «I Don't Know How to Love Him» (interpretada por Yvonne Elliman) fueron publicadas como sencillos y se convirtieron en éxitos.
El álbum conceptual de Jesus Christ Superstar tiene un estilo rock muy distinto a los posteriores trabajos de Lloyd Webber. Esto se debe principalmente a las voces de Ian Gillan y Murray Head, al empleo de arreglos con varias capas de sonido que combinan elementos rock con otros más clásicos y a la participación de conocidos músicos del género como el bajista Alan Spenner, el batería Bruce Rowland o los guitarristas Neil Hubbard y Chris Spedding.
Tras la publicación del disco, varias producciones no autorizadas de la obra comenzaron a proliferar, desde versiones en concierto como la llevada a cabo por el Ravenswood Rock Group el 4 de abril de 1971 en la Madison Avenue Baptist Church de Nueva York hasta puestas en escena completas como la del Southold High School en junio de 1971, provocando demandas por parte de los autores que acabaron con el cierre de todos estos montajes ilegales y convirtieron a Jesus Christ Superstar en un referente en la ley de derechos de autor. El 12 de julio de 1971 se celebró el primer concierto oficial ante 13 640 personas en el Civic Arena de Pittsburgh, Pensilvania, con Jeff Fenholt como Jesús, Carl Anderson como Judas e Yvonne Elliman como María Magdalena, para después embarcarse en un tour por 54 ciudades estadounidenses. La extraordinaria acogida de estos primeros conciertos hizo que otras dos compañías saliesen a la carretera ese mismo año, coincidiendo tres giras recorriendo el país simultáneamente.

## Producciones

### Broadway
1971
Debido a que el álbum conceptual había funcionado mejor en Estados Unidos que en Reino Unido, se decidió que la première mundial tuviese lugar en Broadway, donde Jesus Christ Superstar debutó el 12 de octubre de 1971 en el Mark Hellinger Theatre. Producido por Robert Stigwood en asociación con MCA, en un principio el musical iba a ser dirigido y adaptado a los escenarios por Frank Corsaro, pero un accidente de coche lo apartó del proyecto y fue reemplazado por Tom O'Horgan, director teatral avant garde conocido por títulos como Hair. El equipo creativo también contó con diseño de escenografía de Robin Wagner, diseño de iluminación de Jules Fisher y diseño de vestuario de Randy Barcelo, mientras que las orquestaciones fueron realizadas por el propio Andrew Lloyd Webber y la dirección musical corrió a cargo de Marc Pressel. Una nueva canción titulada «Could We Start Again, Please?» e interpretada por los personajes de María Magdalena y Pedro fue escrita expresamente para el estreno en Broadway. El espectáculo resultó un éxito y se mantuvo en cartel hasta el 1 de julio de 1973, realizando 711 funciones regulares y 13 previas. El trabajo de Andrew Lloyd Webber como autor de la partitura fue recompensado con un Drama Desk Award al mejor compositor promesa.
El reparto original estuvo liderado por Jeff Fenholt como Jesús y Ben Vereen como Judas. Yvonne Elliman y Barry Dennen, quienes en el álbum conceptual habían prestado sus voces a María Magdalena y Pilatos respectivamente, volvieron a repetir sus papeles en Broadway, acompañados de Bob Bingham como Caifás, Phil Jethro como Anás, Michael Jason como Pedro, Dennis Buckley como Simón Zelotes, Paul Ainsley como Herodes y Ted Neeley, quien en 1973 protagonizaría la adaptación cinematográfica, como suplente de Jesús.
La producción recibió críticas divididas y, al igual que otras versiones posteriores, fue condenada por algunos grupos religiosos que organizaron protestas en la puerta del teatro. Tim Rice declaró que el musical no mostraba a Cristo como un dios, sino como un simple hombre que estuvo en el lugar adecuado en el momento oportuno, y algunos cristianos tomaron sus palabras como una blasfemia. La postura de Judas y sus críticas hacia Jesús tampoco gustaron y fueron consideradas ofensivas. Al mismo tiempo, la comunidad judía denunció que el musical transmitía un mensaje antisemita al culpabilizar al pueblo hebreo de la muerte de Jesús y presentar a tres personajes judíos (Caifás, Anás y Herodes) como villanos principales de la función.
1977
La segunda vez que Jesus Christ Superstar pudo verse en Broadway fue en el Longacre Theatre entre el 23 de noviembre de 1977 y el 12 de febrero de 1978, en 96 únicas representaciones como parte de una gira que había recorrido algunas ciudades de Estados Unidos ese mismo año. Hal Zeiger fue el productor de esta versión mucho más modesta, que estuvo protagonizada por William Daniel Grey como Jesús, Patrick Jude como Judas, Barbara Niles como María Magdalena, Randy Wilson como Pilatos, Christopher Cable como Caifás, Steve Schochet como Anás, Randy Martin como Pedro, Bobby London como Simón Zelotes y Mark Syers como Herodes, con dirección del propio William Daniel Grey, coreografía de Kelly Carrol y dirección musical de Don Rebic.
2000
El 16 de abril de 2000, un nuevo revival debutó en el Ford Center for the Performing Arts de Broadway (actual Foxwoods Theatre), producido por The Really Useful Company y Nederlander Producing Company of America, en asociación con Terry Allen Kramer. El montaje fue el mismo que el de la gira británica de 1998 en la que se basó la película para vídeo editada en 2000, con dirección de Gale Edwards, coreografía de Anthony Van Laast, diseño de escenografía de Peter J. Davison, diseño de vestuario de Roger Kirk, diseño de iluminación de Mark McCullough, diseño de sonido de Richard Ryan, supervisión musical de Simon Lee, orquestaciones de Andrew Lloyd Webber y dirección musical de Patrick Vaccariello. 
Algunos de los actores de la película repitieron en la puesta en escena de Broadway: Glenn Carter y Frederick B. Owens volvieron a dar vida a Jesús y Caifás respectivamente, y Tony Vincent, quien en un principio iba a retomar el personaje de Simón Zelotes, finalmente interpretó a Judas tras el abandono de Jason Pebworth durante las funciones previas. El resto del elenco lo completaron Maya Days como María Magdalena, Kevin Gray como Pilatos, Ray Walker como Anás, Rodney Hicks como Pedro, Michael K. Lee como Simón Zelotes y Paul Kandel como Herodes. 
La producción bajó el telón por última vez el 3 de septiembre de 2000, tras 161 representaciones regulares y 28 previas.
2012
Entre el 22 de marzo y el 1 de julio de 2011, una nueva versión de Jesus Christ Superstar se representó en el Neil Simon Theatre de Broadway, donde realizó un total de 116 funciones regulares y 24 previas. Esta producción, que había sido presentada en el Stratford Shakespeare Festival de Ontario entre el 16 de mayo y el 6 de noviembre de 2011, y posteriormente también había podido verse en La Jolla Playhouse de San Diego entre el 18 de noviembre y el 31 de diciembre de ese mismo año, fue dirigida por Des McAnuff, quien trató de acercarse al concepto original del álbum de 1970, resaltando el triángulo emocional entre los personajes de Jesús, Judas y María Magdalena, y dándole un enfoque más próximo a la ópera que al musical. Además de la dirección de McAnuff, el revival contó con coreografía de Lisa Shriver, diseño de escenografía de Robert Brill, diseño de vestuario de Paul Tazewell, diseño de iluminación de Howell Binkley, diseño de sonido de Steve Canyon Kennedy, diseño de vídeo de Sean Nieuwenhuis y dirección musical de Rick Fox.
La compañía estuvo encabezada por Paul Nolan como Jesús, Josh Young como Judas, Chilina Kennedy como María Magdalena, Tom Hewitt como Pilatos, Marcus Nance como Caifás, Aaron Walpole como Anás, Mike Nadajewski como Pedro, Lee Siegel como Simón Zelotes y Bruce Dow como Herodes.
A pesar del éxito en Stratford, el montaje fue recibido con críticas divididas en Broadway y no se alzó con ninguno de los dos Tony a los que fue nominado (mejor revival y mejor actor de reparto), aunque sí consiguió el Theatre World Award para Josh Young por su interpretación de Judas.

### West End
1972
Aunque la acogida inicial del álbum conceptual en Reino Unido había sido más bien tibia, el triunfo de Jesus Christ Superstar en Broadway allanó el terreno para su debut en Londres, que tuvo lugar el 9 de agosto de 1972 en el Palace Theatre del West End, con una producción diferente y algo más pequeña, puesto que Andrew Lloyd Webber nunca llegó a estar satisfecho del todo con el montaje neoyorquino. El éxito fue aún mayor que en Estados Unidos, alcanzando las 3 358 funciones durante los ocho años que se prolongaron las representaciones. A pesar de que posteriormente su récord ha sido batido por otros títulos, el 3 de octubre de 1978 Jesus Christ Superstar se convirtió en el musical de mayor permanencia en cartel en la historia de Londres al superar a Oliver!.
Producido por Robert Stigwood, el espectáculo estuvo protagonizado en su estreno por Paul Nicholas como Jesús, Stephen Tate como Judas, Dana Gillespie como María Magdalena, John Parker como Pilatos, George Harris como Caifás, Jimmy Cassidy como Anás, Richard Barnes como Pedro, Derek James como Simón Zelotes y Paul Jabara como Herodes. La dirección fue del australiano Jim Sharman, quien tres años después también dirigiría la película de culto The Rocky Horror Picture Show, mientras que Brian Thompson, Gabrielle Falk y Anthony Bowles se hicieron cargo de la escenografía, el vestuario y la dirección musical respectivamente.
1996
En 1996, Jesus Christ Superstar regresó a los escenarios londinenses con una nueva versión producida por The Really Useful Theatre Company, que se representó en el Lyceum Theatre entre el 19 de noviembre de 1996 y el 28 de marzo de 1998. Gale Edwards, quien ya había estado al frente de Aspects of Love en Australia, fue el director de este revival, que además contó con coreografía y dirección asociada de Aletta Collins, diseño de escenografía y vestuario de John Napier, diseño de iluminación de David Hersey, supervisión musical de Mike Dixon y dirección musical de Simon Lee.
Steve Balsamo como Jesús, Zubin Varla como Judas, Joanna Ampil como María Magdalena, David Burt como Pilatos, Peter Gallagher como Caifás, Martin Callaghan como Anás, Paul Hawkyard como Pedro, Glenn Carter como Simón Zelotes y Nick Holder como Herodes fueron los protagonistas de esta producción, que recibió una nominación a la mejor reposición de un musical en los premios Olivier de 1997. Polydor Records editó un doble álbum grabado en estudio por el mismo reparto principal, exceptuando los papeles de Pedro y Herodes, que fueron interpretados por Jonathan Hart y el cantante de heavy metal Alice Cooper respectivamente.

### España
1975
El estreno de Jesucristo Superstar en España tuvo lugar el 6 de noviembre de 1975 en el Teatro Alcalá Palace de Madrid (actual Nuevo Teatro Alcalá), producido y protagonizado por el cantante Camilo Sesto, quien invirtió doce millones de pesetas para poner en marcha la obra. Fue todo un reto para la época, ya que, por aquel entonces, salvo excepciones puntuales el musical anglosajón no se había prodigado en los escenarios españoles. Además, eran los últimos tiempos de la dictadura de Franco y los problemas que la versión cinematográfica había tenido con la censura para poder proyectarse en España aún estaban recientes. Sin embargo, el espectáculo se convirtió en todo un éxito de público y se mantuvo en cartel durante casi cinco meses, contribuyendo a aumentar aún más la fama de su estrella principal. El cierre se produjo el 28 de marzo de 1976, motivado por los compromisos profesionales adquiridos con anterioridad por Camilo Sesto.
Dirigida por Jaime Azpilicueta, quien también realizó la adaptación de las letras al castellano junto a Nacho Artime, y coreografiada por Gelu Barbu, la producción contó con Teddy Bautista como Judas, Ángela Carrasco como María Magdalena, Alfonso Nadal como Pilatos, Paco Plazas y Charly Chausson alternándose como Caifás, Jason como Anás, Guillermo Antón como Pedro, Antonio de Diego como Simón Zelotes y Dick Zappala como Herodes, quienes fueron escogidos entre los más de 1 200 aspirantes que pasaron por las audiciones. Teddy Bautista no solo interpretó a Judas, sino que además se encargó de los arreglos y la dirección musical, mientras que la escenografía y el vestuario fueron diseñados por Moncho Aguirre y la iluminación por Fontanals. Un doble álbum grabado en los Estudios Kirios de Madrid fue editado por el sello Ariola, y uno de sus sencillos, «Getsemaní», consiguió llegar al número uno de la lista de ventas.
1984
Entre el 12 de septiembre de 1984 y el 13 de enero de 1985, una segunda versión dirigida de nuevo por Jaime Azpilicueta se representó en el Teatro Alcalá Palace de Madrid, y una vez finalizada la temporada se embarcó en una gira por Latinoamérica que incluyó países como Venezuela, Panamá o Ecuador. Producido por Robert W. Baldwin y Bernie Boyle en asociación con C.E.M. Productions y Marvin Kahan, y con un presupuesto de ochenta millones de pesetas, el montaje contó con coreografía de Goyo Montero, diseño de escenografía y vestuario de José Ramón de Aguirre, diseño de iluminación de Clarke W. Thornton, diseño de sonido de Peter McNamee y arreglos y dirección musical de Teddy Bautista. La adaptación al castellano utilizada fue la misma que en la anterior producción, realizada por Nacho Artime y el propio Jaime Azpilicueta.
La compañía estuvo encabezada por Pablo Abraira como Jesús y Pedro Ruy-Blas como Judas, acompañados de Estíbaliz Uranga y Sergio Blanco, componentes del popular dúo musical Sergio y Estíbaliz, como María Magdalena y Pedro respectivamente, Tony Cruz como Pilatos, José María Amerise como Caifás, Javier Ulacia como Anás, José Antonio Morales como Simón Zelotes y Jaume Baucis como Herodes. También formó parte del elenco una joven Natalia Millán, quien años después protagonizaría en Madrid los musicales Cabaret y Chicago entre otros. Una selección de doce canciones fue grabada y publicada por CBS, aunque tuvo menos repercusión que el álbum original de 1975.
2007
En 2007, Jesucristo Superstar regresó a la cartelera española de la mano de Stage Entertainment, que creó para la ocasión una producción completamente nueva dirigida por Stephen Rayne. Esta versión, que trasladaba la acción al Oriente Medio de nuestros días utilizando una estética contemporánea, contó con un equipo creativo internacional formado por Ángel Rodríguez en la coreografía, Andrew Edwards en el diseño de escenografía, Renata Schussheim en el diseño de vestuario, Carlos Torrijos en el diseño de iluminación y Poti Martín en el diseño de sonido. Las letras fueron adaptadas al castellano por Alicia Serrat, mientras que Juan José Villanueva se hizo cargo de la dirección residente y Marc Álvarez se puso al frente de la orquesta. La inversión total ascendió a tres millones y medio de euros.
El estreno fue el 19 de septiembre de 2007 en el Teatro Lope de Vega de Madrid, con un reparto liderado por Miquel Fernández como Jesús, Ignasi Vidal como Judas, Lorena Calero como María Magdalena, Enrique Sequero como Pilatos, Abel García como Caifás, Jorge Ahijado como Anás, Zenón Recalde como Pedro, Paco Arrojo como Simón Zelotes y Roger Pera como Herodes. En esta ocasión también se grabó un álbum de highlights editado por Sony BMG, que utilizó las mismas bases instrumentales que la película para vídeo de 2000. En diciembre de 2007, Miquel Fernández abandonó la compañía y fue reemplazado por el actor argentino Gerónimo Rauch, quien debutó en España con este papel tras haberlo interpretado en un montaje semiprofesional en su país ese mismo año.
Jesucristo Superstar se despidió de Madrid el 8 de junio de 2008 y a continuación inició un tour nacional que arrancó el 10 de septiembre de 2008 en el Teatro Olympia de Valencia y finalizó el 20 de junio de 2009 en el Teatro Cuyás de Las Palmas de Gran Canaria, incluyendo una parada en el Teatre Apolo de Barcelona entre el 14 y el 31 de mayo de 2009. Entre la temporada en Madrid y la gira, esta producción de Jesucristo Superstar superó las 500 representaciones y fue vista por más de 400 000 espectadores.

### México
1975
En México debutó en 1975 bajo el título Jesucristo Superestrella, producido por la cantante y actriz Julissa, quien también realizó la adaptación de las letras junto al director musical Marcos Lizama. Las funciones fueron en el Teatro Ferrocarrilero de Ciudad de México, siendo la primera vez que el musical se representaba en español en Latinoamérica. Protagonizada por Enrique del Olmo como Jesús, Jorge Abraham como Judas, la propia Julissa como María Magdalena, Luis Torner como Pilatos, Luis de León como Caifás, Roberto Nieto como Anás, Homero Wimer como Pedro, Héctor Ortiz como Simón Zelotes y Manuel Gurría como Herodes, la producción fue dirigida por Charles Gray y recibió varios reconocimientos de la Asociación Mexicana de Críticos de Teatro, la Unión de Periodistas y la Unión de Críticos y Cronistas de Teatro.
1983
Julissa volvió a montar Jesucristo Superestrella en 1983, en esta ocasión en el Teatro Lírico de Ciudad de México, con Enrique del Olmo como Jesús, Jorge Abraham como Judas y Rocío Banquells como María Magdalena. La dirección fue de Manuel Gurría.
1984
En 1984, una puesta en escena producida por Luis de Llano Macedo pudo verse en los desaparecidos Televiteatros de Ciudad de México. Julissa también estuvo involucrada en el proyecto, aunque esta vez solo actuó como directora. La compañía estuvo liderada por Juan Santana como Jesús, Jorge Abraham de nuevo como Judas y Laura Flores como María Magdalena, y además contó con la colaboración de grupos pop de la época como Fresas con crema, Dinamita o Escándalo.
2001
OCESA estrenó su propia adaptación en 2001, un montaje dirigido por el español Hansel Cereza que se instaló en el Centro Cultural de Ciudad de México entre el 29 de marzo y el 9 de diciembre. Esta propuesta contó con una estética moderna y urbana llena de anacronismos como azotar a Jesús con descargas eléctricas o utilizar una cruz humana para la crucifixión. El equipo creativo lo formaron Richard Stafford en la coreografía, Alberto Pastor en el diseño de escenografía, Marga Binoux en el diseño de vestuario, Ángel Ancona en el diseño de iluminación, Gastón Briski en el diseño de sonido e Isaac Saúl en la dirección musical. Álvaro Cerviño, quien además fue el director asociado, realizó la traducción del texto al español. El elenco estuvo encabezado por Fazio Galván como Jesús, Erik Rubín y Jano Fuentes alternándose como Judas, Lolita Cortés como María Magdalena, Juan Navarro y Luis René Aguirre alternándose como Pilatos, César Riveros como Caifás, Ricardo Villarreal como Anás, Enrique Chi como Pedro, Josué Anuar como Simón Zelotes y Gerardo González como Herodes.
2019
Entre el 12 de julio de 2019 y el 16 de febrero de 2020, una nueva versión pudo verse de manera intermitente en el Centro Cultural de Ciudad de México, protagonizada por un reparto de grandes figuras del rock y pop nacional, incluyendo a Beto Cuevas como Jesús, Erik Rubín como Judas, María José como María Magdalena, Leonardo de Lozanne como Pilatos, Yahir como Pedro, Kalimba como Simón Zelotes y Enrique Guzmán como Herodes. Nick Evans fue el director de esta puesta en escena que produjo Alejandro Gou y que también visitó otras localidades mexicanas.
Tras un parón forzoso debido a la pandemia de COVID-19, el espectáculo volvió a representarse en el Centro Cultural de Ciudad de México entre el 1 y el 17 de octubre de 2021. Finalmente y como despedida definitiva, se llevó a cabo una última temporada en ese mismo escenario entre el 4 de octubre y el 23 de noviembre de 2024, además de funciones puntuales en Monterrey y Guadalajara.

### Otras producciones

#### Años 1970
La producción original de Suecia, estrenada el 18 de febrero de 1972 en el Scandinavium de Gotemburgo, contó con Agnetha Fältskog, componente de ABBA, como María Magdalena.
En Australia debutó en mayo de 1972 en el Capitol Theatre de Sídney y más tarde fue transferido al Palais Theatre de Melbourne y a otras ciudades australianas, manteniéndose en cartel hasta febrero de 1974. Dirigido por Jim Sharman, responsable también del montaje original de Londres, el musical estuvo protagonizado por Trevor White como Jesús, Jon English como Judas y Michelle Fawdon como María Magdalena.
En primavera de 1973, el empresario teatral Alejandro Romay tenía todo listo para el estreno de Jesus Christ Superstar en Argentina, pero la mañana del 2 de mayo, solo unas horas antes de levantar el telón y tras numerosas amenazas e intimidaciones, un grupo de fanáticos religiosos atacó con cócteles molotov el teatro donde se iban a realizar las representaciones (el desaparecido Teatro Argentino de Buenos Aires) reduciéndolo a cenizas y acabando para siempre con el proyecto. El montaje iba a ser una superproducción con una escenografía espectacular nunca antes vista en Argentina, con rampas, brazos mecánicos, ascensores y pasarelas suspendidas en el aire. El elenco, que debía haber estado liderado por Carlos Wilbratt en el papel de Jesús, fue escogido entre más de 700 aspirantes por Charles Gray, supervisor de la puesta en escena original de Broadway.
La compañía japonesa Shiki Theatre Company presentó en 1973 una versión kabuki de la obra en la que los actores iban caracterizados con el vestuario y maquillaje propios de este arte teatral.
El primer país latinoamericano en montar el musical fue Perú, donde se estrenó en 1974 con una producción no profesional dirigida por Lalo López Therese, en la que participaron la Orquesta Sinfónica Nacional conducida por Raymond Krammer, el coro de la Universidad Católica y la banda de rock Tripping Foxter. El reparto principal lo formaron Óscar del Valle como Jesús, Sergio Rivadeneyra como Judas y María Elena Serra como María Magdalena.
En Chile, Jesus Christ Superstar adquirió mucha popularidad gracias al mensaje político de la obra (eran los tiempos de la dictadura militar) y a la participación de los protagonistas de la producción de Madrid Camilo Sesto y Ángela Carrasco en el Festival Internacional de la Canción de Viña del Mar. En 1977, la TVN emitió una versión grabada en el desierto de Atacama bajo el título Jesucristo Superestrella andino con algunos rostros del programa Dingolondango. Patricio Donaire como Jesús, Paco Mairena como Judas, Maitén Montenegro como María Magdalena, Fernando Alarcón como Pilatos y Eduardo Ravani como Herodes (quien además desempeñó las tareas de director) encabezaron el elenco de esta adaptación libre que trasladaba la acción al contexto de los pueblos indígenas de los Andes y utilizaba arreglos instrumentales autóctonos creados por Horacio Saavedra. Posteriormente, esa misma compañía volvió a escenificar la obra en el Teatro Caupolicán de Santiago.

#### Años 1980
En 1981, Venezuela se convirtió en el primer país latinoamericano donde Jesus Christ Superstar pudo verse en su idioma original. Dirigido por Emilio de Soto, quien dos años después también traería a los escenarios venezolanos Joseph and the Amazing Technicolor Dreamcoat, fue un montaje de gran formato que contó con la participación de una orquesta sinfónica y un conjunto rock, e incluyó numerosos efectos especiales, destacando la escena de la crucifixión, en la que Jesús era suspendido en el aire sobre el público.
La primera gira por Reino Unido arrancó en 1983 en el Palace Theatre de Mánchester, producida por Robert Stigwood en asociación con MCA.
Tras muchos años de espera, en 1989, Jesus Christ Superstar por fin llegó a los escenarios argentinos. Dirigido por Rubén Elena y protagonizado por Aníbal Silverya (Jesús), Tom Williams (Judas), Mónica Valentino (María Magdalena), Ricardo Bangueses (Pilatos), Fernando Mercado (Anás), Leonardo Caprara (Simón Zelotes) y Jorge Baza de Candia (Herodes), el musical se estrenó en el Teatro Municipal Coliseo Podestá de La Plata y posteriormente también pudo verse en el Teatro Metropolitan de la avenida Corrientes de Buenos Aires, e incluso viajó a Uruguay, donde se representó en el Teatro Solís de Montevideo. La adaptación al español utilizada fue la creada por Nacho Artime y Jaime Azpilicueta para la producción original de Madrid.

#### Años 1990
Para celebrar los 20 años del musical, en diciembre de 1992, Ted Neeley y Carl Anderson, junto a Irene Cara como María Magdalena, se embarcaron en una gira por Estados Unidos denominada AD Anniversary Tour, repitiendo una vez más los papeles de Jesús y Judas que ya habían interpretado anteriormente en la adaptación cinematográfica y en otras producciones. Inicialmente estaba previsto que la gira durase solo unos meses, pero debido a la buena acogida del público las funciones se prolongaron durante cinco años. En Reino Unido, el 20.º aniversario se conmemoró con la edición de un doble álbum de estudio grabado por el Jesús original de Londres, Paul Nicholas, acompañado de Keith Burns como Judas y Claire Moore como María Magdalena. La canción «Could We Start Again Please?» fue desplazada al final del disco, en una versión pop que incluyó dos estrofas adicionales escritas por Tim Rice.
Siguiendo al revival londinense estrenado en 1996, Jesus Christ Superstar volvió a salir de gira por Reino Unido entre agosto de 1998 y febrero de 1999, con una nueva puesta en escena dirigida también por Gale Edwards y protagonizada por Lee Rhodes como Jesús, Ben Goddard como Judas y Golda Rosheuvel como María Magdalena. En esta versión, que es la que después daría lugar a la película para formato doméstico editada en 2000 y a la posterior reposición en Broadway, la acción transcurría en un patio de columnas durante prácticamente toda la obra y los personajes vestían con diferentes estilos: los discípulos de Jesús con un look moderno cercano a la estética queer, Caifás, Anás y los fariseos con túnicas góticas, Pilatos y los romanos con uniformes militares parecidos a los de la Alemania nazi, y Herodes y su corte con trajes de los años 20.

#### Años 2000
Tras décadas de controversia, Jesus Christ Superstar fue oficialmente aprobado por el Vaticano en 2000, al incluir un recital con canciones de la obra como parte de las celebraciones del Jubileo.
Carl Anderson se puso en la piel de Judas por última vez en la gira estadounidense dirigida por Kevin Moriarty que arrancó en noviembre de 2002, junto al exvocalista de Skid Row Sebastian Bach como Jesús y Natalie Toro como María Magdalena. En verano de 2003, a Anderson le diagnosticaron leucemia y tuvo que abandonar la compañía, siendo reemplazado por Lawrence Clayton hasta el cierre definitivo de la producción en septiembre de ese mismo año.
Como despedida del personaje, Ted Neeley volvió a encarnar a Jesús en un tour estadounidense (The Ted Neeley Farewell Tour) que comenzó en septiembre de 2006 y debido a la excelente respuesta del público continuó girando hasta mayo de 2010. Corey Glover, vocalista de Living Colour, realizó su debut teatral con esta producción interpretando a Judas, mientras que Christine Rea-Briskin dio vida a María Magdalena. La dirección fue de Dallet Norris.
En mayo de 2007, la productora venezolana Palo de Agua estrenó Jesucristo Superestrella en el Aula Magna de la UCV de Caracas, dirigido y adaptado al español por Michel Hausmann y protagonizado por Johnny Sigal como Jesús, Luke Grande como Judas y Karina como María Magdalena. Posteriormente, el espectáculo también pudo verse en Maracaibo en octubre de 2007, de nuevo en el Aula Magna de la UCV en febrero de 2010 y en Valencia en abril de ese mismo año, superando en total los 65 000 espectadores.
Más de treinta miembros de la familia Terán, conocida saga de artistas ecuatorianos, realizaron su propia versión en el Teatro Nacional Sucre de Quito en abril de 2009. Dirigida por Juan Carlos Terán, quien además interpretó a Herodes, la compañía estuvo liderada por Martín Terán como Jesús, Francisco Terán como Judas y Cristina Terán como María Magdalena. La obra se repuso en el mismo teatro en noviembre de 2009 y también se representó en Ambato en febrero de 2010, como parte de las celebraciones de la Fiesta de la fruta y de las flores.

#### Años 2010
Un montaje semiescenificado se representó en el Palau de la Música de Valencia los días 9 y 10 de mayo de 2010, con dirección artística y musical de Juan Antonio Ramírez, y la participación de la Orquesta Sinfónica del Mediterráneo y un conjunto de músicos rock. Leo Jiménez, vocalista de las bandas  Saratoga y Stravaganzza, como Jesús, Carlos Cabrelles como Judas, Isabel Fuster como María Magdalena, Javier Santes como Pilatos, Bonifacio Carrillo como Caifás, Tanke Ruiz como Anás, Eduard Forés como Pedro, Miguel Ángel González como Simón Zelotes y Jesús Alvárez como Herodes encabezaron el elenco de esta puesta en escena, que recuperó la partitura original en su versión sinfónica, adaptada al castellano por Nacho Artime y Jaime Azpilicueta. Los días 5 y 6 de noviembre de 2011, el espectáculo regresó al escenario del Palau de la Música con la orquesta reducida y algunas caras nuevas en el reparto, incluyendo a Gema Hernández como María Magdalena, Ramón de Andrés como Caifás y José María Requena como Herodes.
Siguiendo la estela de otros programas de televisión similares como How Do You Solve a Problem like Maria?, en julio de 2012, el canal británico ITV emitió el talent show Superstar con el fin de encontrar al intérprete de Jesús para un nuevo arena tour de Jesus Christ Superstar. Ben Forster resultó vencedor y se alzó con el papel tras imponerse a los finalistas Rory Taylor y Roger Wright. La gira comenzó el 21 de septiembre de 2012 en el O2 de Londres y durante un mes recorrió diferentes escenarios de Reino Unido e Irlanda, culminando el 21 de octubre de ese mismo año en Sheffield. El reparto estuvo formado, además de por Ben Forster, por Tim Minchin como Judas,  Melanie C como María Magdalena, Alexander Hanson como Pilatos, Pete Gallagher como Caifás, Gerard Bentall como Anás, Michael Pickering como Pedro, Giovanni Spano como Simón Zelotes y el locutor de la BBC Radio 1 Chris Moyles como Herodes. El espectáculo fue grabado en directo y editado en DVD y Blu-ray por Universal Pictures. Entre mayo y junio de 2013, el arena tour se transfirió a Australia con algunos cambios en el elenco, incluyendo a Jon Stevens como Pilatos, Cavin Cornwall como Caifás, Tom Parsons como Pedro, Rory Taylor (finalista de Superstar) como Simón Zelotes y Andrew O'Keefe como Herodes. Tras su etapa australiana, la producción volvió a girar por Reino Unido entre el 1 y el 15 de octubre de 2013, y en junio de 2014 estaba previsto que diese el salto a América del Norte, pero apenas unos días antes de arrancar en Nueva Orleans, Luisiana, el tour fue cancelado. El reparto norteamericano iba a contar de nuevo con Ben Forster como Jesús, acompañado de Brandon Boyd como Judas, Michelle Williams como María Magdalena, JC Chasez como Pilatos, Cavin Cornwall como Caifás, Tom Parsons como Pedro, Rory Taylor como Simón Zelotes y John Lydon como Herodes. Ante la falta de explicaciones por parte del promotor Michael Cohl, The Really Useful Group emprendió acciones legales con el fin de recuperar el dinero invertido.
Jaime Azpilicueta, director de la puesta en escena original de Madrid, volvió a ponerse al frente del musical en una versión en concierto que se representó en el Auditorio de Tenerife Adán Martín entre el 6 y el 30 de diciembre de 2014 (y posteriormente también entre el 7 y el 10 de julio de 2016), con Jadel como Jesús, Fran León como Judas y Míriam Reyes como María Magdalena.
En verano de 2016, una producción al aire libre pudo verse en el Regent's Park Open Air Theatre de Londres entre el 15 de julio y el 27 de agosto, protagonizada por Declan Bennett como Jesús, Tyrone Huntley como Judas y Anoushka Lucas como María Magdalena. Debido a la excelente acogida por parte del público, el montaje regresó al mismo escenario entre el 11 de agosto y el 23 de septiembre de 2017, con la incorporación de Maimuna Memon como María Magdalena.
Ted Neeley volvió a interpretar a Jesús en una gira europea dirigida por el italiano Massimo Romeo Piparo, que dio comienzo en marzo de 2018 e incluyó tres paradas en España, una en el Teatre Tívoli de Barcelona (entre el 19 y el 29 de abril de 2018) y dos en el Teatro Gran Vía de Madrid (entre el 2 y el 13 de mayo de 2018, y entre el 22 de mayo y el 9 de junio de 2019). Las funciones fueron en inglés con subtítulos proyectados en grandes pantallas.
Tras las exitosas temporadas de 2016 y 2017, la versión del Regent's Park Open Air Theatre regresó a la cartelera londinense para instalarse en el Barbican Centre entre el 9 de julio y el 24 de agosto de 2019. Robert Tripolino como Jesús, Ricardo Afonso como Judas y Sallay Garnett como María Magdalena encabezaron el reparto en esta ocasión.

#### Años 2020
Entre el 14 de agosto y el 27 de septiembre de 2020, el Regent's Park Open Air Theatre de Londres volvió a acoger una producción de Jesus Christ Superstar, esta vez en formato concierto, con Declan Bennett y Pepe Nufrio como Jesús, Tyrone Huntley y Ricardo Afonso como Judas, y Maimuna Memon y Anoushka Lucas como María Magdalena.
Cynthia Erivo como Jesús, Adam Lambert como Judas y Phillipa Soo como María Magdalena protagonizaron otra versión en concierto que pudo verse en el Hollywood Bowl de Los Ángeles entre el 1 y el 3 de agosto de 2025.

## Adaptaciones

### Películas
En 1973, Jesus Christ Superstar fue llevado a la gran pantalla bajo la dirección de Norman Jewison, convirtiéndose en la octava cinta más taquillera de ese año a pesar de las críticas de algunos sectores religiosos. La película se rodó en Israel y en otras localizaciones de Oriente Medio, y fue protagonizada por Ted Neeley como Jesús, Carl Anderson como Judas e Yvonne Elliman como María Magdalena, siendo los tres nominados al Globo de Oro por su actuación. Los únicos vocalistas del álbum conceptual que repitieron sus personajes en la adaptación cinematográfica fueron Yvonne Elliman (María Magdalena) y Barry Dennen (Pilatos), tras haberlos interpretado también en la producción original de Broadway y en su correspondiente grabación en disco. El resto del elenco principal estuvo formado por Bob Bingham como Caifás, Kurt Yaghjian como Anás, Paul Thomas como Pedro, Larry Marshall como Simón Zelotes y Josh Mostel como Herodes. Una nueva canción titulada «Then We Are Decided», en la que Caifás y Anás discuten sus temores sobre Jesús, fue escrita especialmente para el celuloide.
Basándose en el montaje de la gira británica de 1998, una segunda película vio la luz directamente en formato doméstico en octubre de 2000. Dirigida por Gale Edwards y Nick Morris, la cinta se grabó en los Pinewood Studios al estilo de una versión escenificada de la obra y obtuvo un premio Emmy. Glenn Carter como Jesús, Jérôme Pradon como Judas, Renée Castle como María Magdalena, Fred Johanson como Pilatos, Frederick B. Owens como Caifás, Michael Shaeffer como Anás, Cavin Cornwall como Pedro, Tony Vincent como Simón Zelotes y Rik Mayall como Herodes lideraron el reparto, y algunos de ellos, incluyendo a Glenn Carter, Frederick B. Owens y Tony Vincent, después repitieron en el revival de Broadway de 2000 que siguió al rodaje de la película.

### Televisión
El 1 de abril de 2018, día de Pascua de Resurrección, la NBC emitió un concierto en vivo protagonizado por John Legend como Jesús, Brandon Victor Dixon como Judas, Sara Bareilles como María Magdalena, Ben Daniels como Pilatos, Norm Lewis como Caifás, Jin Ha como Anás, Jason Tam como Pedro, Erik Grönwall como Simón Zelotes y Alice Cooper como Herodes.

## Personajes
| Personaje       | Descripción |
| Jesús           | El líder de los doce apóstoles, un hombre al que llaman «Hijo de Dios» y «Rey de los judíos».                                                           |
| Judas           | Uno de los doce apóstoles, preocupado por los pobres y las consecuencias de la fama de Jesús.                                                           |
| María Magdalena | Una antigua prostituta que sigue a Jesús y está enamorada de él.                                                                                        |
| Pilatos         | El gobernador de Judea. En sueños tiene una premonición sobre la muerte de Jesús y finalmente termina viéndose involucrado en su juicio y condena.      |
| Caifás          | Un sumo sacerdote que ve a Jesús como una amenaza para la nación.                                                                                       |
| Anás            | Otro sumo sacerdote que conspira junto a Caifás para acabar con Jesús.                                                                                  |
| Pedro           | Uno de los apóstoles más cercanos a Jesús. Durante el arresto de su maestro reniega de él tres veces para poder salvarse, cumpliéndose así la profecía. |
| Simón Zelotes   | Apóstol que insta a Jesús a levantarse en armas contra los romanos.                                                                                     |
| Herodes         | El rey de Galilea. Jesús es llevado ante él para ser juzgado después de su primer encuentro con Pilatos.                                                |

## Números musicales
| Acto I                                                   |                                                     |                                                     |
| Título original                                          | Título en España (1975 y 1984)                      | Título en España (2007)                             |
| «Overture»                                               | «Obertura»                                          | «Obertura»                                          |
| «Heaven on Their Minds»                                  | «Canción de Judas»                                  | «El cielo los cegó»                                 |
| «What's the Buzz»/«Strange Thing Mystifying»             | «Dinos lo que va a pasar»/«Realmente extraño»       | «Cuéntanos»/«Algo extraño»                          |
| «Everything's Alright»                                   | «Todo estará en paz»                                | «Todo está bien»                                    |
| «This Jesus Must Die»                                    | «Jesús morirá»                                      | «Jesús va a morir»                                  |
| «Hosanna»                                                | «Hosanna»                                           | «Hosanna»                                           |
| «Simon Zealotes»/«Poor Jerusalem»                        | «Simón Zelotes»/«Pobre Jerusalén»                   | «Simón Zelotes»/«Pobre Jerusalén»                   |
| «Pilate's Dream»                                         | «Sueño de Pilatos»                                  | «Sueño de Pilatos»                                  |
| «The Temple»                                             | «El templo»                                         | «El templo»                                         |
| «Everything's Alright (Reprise)»                         | «Todo estará en paz (Reprise)»                      | «Todo está bien (Reprise)»                          |
| «I Don't Know How to Love Him»                           | «Es más que amor»                                   | «No sé cómo quererle»                               |
| «Damned for All Time»/«Blood Money»                      | «Di que no me condenaré»                            | «Condenado»/«Dinero manchado»                       |
| Acto II                                                  |                                                     |                                                     |
| Título original                                          | Título en España (1975 y 1984)                      | Título en España (2007)                             |
| «The Last Supper»                                        | «La última cena»                                    | «La última cena»                                    |
| «Gethsemane (I Only Want to Say)»                        | «Getsemaní»                                         | «Getsemaní»                                         |
| «The Arrest»                                             | «El arresto»                                        | «El arresto»                                        |
| «Peter's Denial»                                         | «Negaciones de Pedro»                               | «Negación de Pedro»                                 |
| «Pilate and Christ»                                      | «Palacio de Pilatos»                                | «Pilatos y Cristo»                                  |
| «King Herod's Song (Try it and See)»                     | «Canción de Herodes»                                | «Canción del rey Herodes»                           |
| «Could We Start Again Please?»                           | «Todo ha sido un sueño»                             | «Todo ha sido un sueño»                             |
| «Judas' Death»                                           | «Muerte de Judas»                                   | «Muerte de Judas»                                   |
| «Trial Before Pilate (Including the Thirty-Nine Lashes)» | «Juicio ante Pilatos (incluyendo los 39 latigazos)» | «Juicio ante Pilatos (incluyendo los 39 latigazos)» |
| «Superstar»                                              | «Superstar»                                         | «Superstar»                                         |
| «The Crucifixion»                                        | «La crucifixión»                                    | «La crucifixión»                                    |
| «John Nineteen: Forty-One»                               | «Juan diecinueve cuarenta y uno»                    | «Juan diecinueve cuarenta y uno»                    |

## Repartos originales
| Personaje       | Álbum (1970)   | Broadway (1971) | West End (1972) | Broadway (1977)     | West End (1996)  | Broadway (2000)    | Broadway (2012) |
| Jesús           | Ian Gillan     | Jeff Fenholt    | Paul Nicholas   | William Daniel Grey | Steve Balsamo    | Glenn Carter       | Paul Nolan      |
| Judas           | Murray Head    | Ben Vereen      | Stephen Tate    | Patrick Jude        | Zubin Varla      | Tony Vincent       | Josh Young      |
| María Magdalena | Yvonne Elliman | Yvonne Elliman  | Dana Gillespie  | Barbara Niles       | Joanna Ampil     | Maya Days          | Chilina Kennedy |
| Pilatos         | Barry Dennen   | Barry Dennen    | John Parker     | Randy Wilson        | David Burt       | Kevin Gray         | Tom Hewitt      |
| Caifás          | Victor Brox    | Bob Bingham     | George Harris   | Christopher Cable   | Peter Gallagher  | Frederick B. Owens | Marcus Nance    |
| Anás            | Brian Keith    | Phil Jethro     | Jimmy Cassidy   | Steve Schochet      | Martin Callaghan | Ray Walker         | Aaron Walpole   |
| Pedro           | Paul Davis     | Michael Jason   | Richard Barnes  | Randy Martin        | Paul Hawkyard    | Rodney Hicks       | Mike Nadajewski |
| Simón Zelotes   | John Gustafson | Dennis Buckley  | Derek James     | Bobby London        | Glenn Carter     | Michael K. Lee     | Lee Siegel      |
| Herodes         | Mike d'Abo     | Paul Ainsley    | Paul Jabara     | Mark Syers          | Nick Holder      | Paul Kandel        | Bruce Dow       |

### España
| Personaje       | Madrid (1975)               | Madrid (1984)        | Madrid (2007)    |
| Jesús           | Camilo Sesto                | Pablo Abraira        | Miquel Fernández |
| Judas           | Teddy Bautista              | Pedro Ruy-Blas       | Ignasi Vidal     |
| María Magdalena | Ángela Carrasco             | Estíbaliz Uranga     | Lorena Calero    |
| Pilatos         | Alfonso Nadal               | Tony Cruz            | Enrique Sequero  |
| Caifás          | Paco Plazas Charly Chausson | José María Amerise   | Abel García      |
| Anás            | Jason                       | Javier Ulacia        | Jorge Ahijado    |
| Pedro           | Guillermo Antón             | Sergio Blanco        | Zenón Recalde    |
| Simón Zelotes   | Antonio de Diego            | José Antonio Morales | Paco Arrojo      |
| Herodes         | Dick Zappala                | Jaume Baucis         | Roger Pera       |

Reemplazos destacados en la producción española de 2007
- Jesús: Gerónimo Rauch
- Judas: Luis Amando, Paco Arrojo
- María Magdalena: Sandra Criado
- Pedro: Manuel Rodríguez
- Simón Zelotes: Luis Amando
- Herodes: Ricardo Vergara

### México
| Personaje       | Ciudad de México (1975) | Ciudad de México (1983) | Ciudad de México (1984) | Ciudad de México (2001)        | Ciudad de México (2019)         |
| Jesús           | Enrique del Olmo        | Enrique del Olmo        | Juan Santana            | Fazio Galván                   | Beto Cuevas                     |
| Judas           | Jorge Abraham           | Jorge Abraham           | Jorge Abraham           | Erik Rubín Jano Fuentes        | Erik Rubín                      |
| María Magdalena | Julissa                 | Rocío Banquells         | Laura Flores            | Lolita Cortés                  | María José                      |
| Pilatos         | Luis Torner             |                         | Olinsser                | Juan Navarro Luis René Aguirre | Leonardo de Lozanne             |
| Caifás          | Luis de León            |                         |                         | César Riveros                  | José Roberto Pisano Jair Campos |
| Anás            | Roberto Nieto           |                         |                         | Ricardo Villarreal             | Luis Carlos Villarreal          |
| Pedro           | Homero Wimer            |                         |                         | Enrique Chi                    | Yahir                           |
| Simón Zelotes   | Héctor Ortiz            |                         |                         | Josué Anuar                    | Kalimba                         |
| Herodes         | Manuel Gurría           |                         |                         | Gerardo González               | Enrique Guzmán                  |

Reemplazos destacados en la producción mexicana de 2019
- Jesús: Benny Ibarra
- María Magdalena: María León, Ximena Sariñana
- Pedro: Samo
- Herodes: Álex Lora

### Adaptaciones
| Personaje       | Película (1973) | Película (2000)    | Especial para televisión (2018) |
| Jesús           | Ted Neeley      | Glenn Carter       | John Legend                     |
| Judas           | Carl Anderson   | Jérôme Pradon      | Brandon Victor Dixon            |
| María Magdalena | Yvonne Elliman  | Renée Castle       | Sara Bareilles                  |
| Pilatos         | Barry Dennen    | Fred Johanson      | Ben Daniels                     |
| Caifás          | Bob Bingham     | Frederick B. Owens | Norm Lewis                      |
| Anás            | Kurt Yaghjian   | Michael Shaeffer   | Jin Ha                          |
| Pedro           | Paul Thomas     | Cavin Cornwall     | Jason Tam                       |
| Simón Zelotes   | Larry Marshall  | Tony Vincent       | Erik Grönwall                   |
| Herodes         | Josh Mostel     | Rik Mayall         | Alice Cooper                    |

## Grabaciones
Existen multitud de álbumes interpretados en sus respectivos idiomas por los elencos de las diferentes producciones que se han estrenado a lo largo de todo el mundo, además de las bandas sonoras de las dos películas, así como numerosas grabaciones de estudio, conciertos y sencillos.

## Premios y nominaciones

### Producción original de Broadway
| Año  | Premio              | Categoría                            | Nominado                      | Resultado |
| ---- | ------------------- | ------------------------------------ | ----------------------------- | --------- |
| 1972 | Tony Award          | Mejor actor de reparto en un musical | Ben Vereen                    | Nominado  |
| 1972 | Tony Award          | Mejor música original                | Andrew Lloyd Webber, Tim Rice | Nominados |
| 1972 | Tony Award          | Mejor diseño de escenografía         | Robin Wagner                  | Nominado  |
| 1972 | Tony Award          | Mejor diseño de vestuario            | Randy Barcelo                 | Nominado  |
| 1972 | Tony Award          | Mejor diseño de iluminación          | Jules Fisher                  | Nominado  |
| 1972 | Drama Desk Award    | Mejor compositor promesa             | Andrew Lloyd Webber           | Ganador   |
| 1972 | Theatre World Award | Theatre World Award                  | Ben Vereen                    | Ganador   |

### Producción del West End de 1996
| Año  | Premio        | Categoría                   | Nominado                    | Resultado |
| ---- | ------------- | --------------------------- | --------------------------- | --------- |
| 1997 | Olivier Award | Mejor revival de un musical | Mejor revival de un musical | Nominado  |

### Producción de Broadway de 2000
| Año  | Premio     | Categoría                   | Nominado                    | Resultado |
| ---- | ---------- | --------------------------- | --------------------------- | --------- |
| 2000 | Tony Award | Mejor revival de un musical | Mejor revival de un musical | Nominado  |

### Producción española de 2007
| Año  | Premio                    | Categoría                | Nominado       | Resultado |
| ---- | ------------------------- | ------------------------ | -------------- | --------- |
| 2008 | Premio del Teatro Musical | Mejor actor protagonista | Ignasi Vidal   | Ganador   |
| 2009 | Premio del Teatro Musical | Mejor actor protagonista | Gerónimo Rauch | Nominado  |

### Producción de Broadway de 2012
| Año  | Premio              | Categoría                            | Nominado                    | Resultado |
| ---- | ------------------- | ------------------------------------ | --------------------------- | --------- |
| 2012 | Tony Award          | Mejor revival de un musical          | Mejor revival de un musical | Nominado  |
| 2012 | Tony Award          | Mejor actor de reparto en un musical | Josh Young                  | Nominado  |
| 2012 | Drama Desk Award    | Mejor revival de un musical          | Mejor revival de un musical | Nominado  |
| 2012 | Drama Desk Award    | Mejor diseño de sonido               | Steve Canyon Kennedy        | Nominado  |
| 2012 | Theatre World Award | Theatre World Award                  | Josh Young                  | Ganador   |

### Producción del Regent's Park Open Air Theatre de 2016
| Año  | Premio                         | Categoría                   | Nominado                    | Resultado |
| ---- | ------------------------------ | --------------------------- | --------------------------- | --------- |
| 2016 | Evening Standard Theatre Award | Mejor musical               | Mejor musical               | Ganador   |
| 2016 | Evening Standard Theatre Award | Talento emergente           | Tyrone Huntley              | Ganador   |
| 2017 | Olivier Award                  | Mejor revival de un musical | Mejor revival de un musical | Ganador   |
| 2017 | Olivier Award                  | Mejor actor en un musical   | Tyrone Huntley              | Nominado  |
| 2017 | Olivier Award                  | Mejor coreografía           | Drew McOnie                 | Nominado  |
| 2017 | Olivier Award                  | Mejor diseño de iluminación | Lee Curran                  | Nominado  |
| 2017 | Olivier Award                  | Mejor diseño de sonido      | Nick Lidster para Autograph | Nominado  |
| 2017 | Olivier Award                  | Logro destacado en música   | Banda y compañía            | Nominados |